# گل انگشتانه (سرده)
گل انگشتانه (سرده) (نام علمی: Digitalis) نام یک سرده از تیره بارهنگیان است.